# Робертсвілл (Нью-Джерсі)
Робертсвілл (англ. Robertsville) — переписна місцевість (CDP) в США, в окрузі Монмаут штату Нью-Джерсі. Населення — 11 399 осіб (2020).

## Географія
Робертсвілл розташований за координатами 40°20′20″ пн. ш. 74°17′40″ зх. д. / 40.33889° пн. ш. 74.29444° зх. д. (40.338759, -74.294388).  За даними Бюро перепису населення США в 2010 році переписна місцевість мала площу 15,36 км², з яких 15,33 км² — суходіл та 0,03 км² — водойми.

## Демографія
Згідно з переписом 2010 року, у переписній місцевості мешкало 11 297 осіб у 3792 домогосподарствах у складі 3231 родини. Густота населення становила 735 осіб/км².  Було 3941 помешкання (257/км²).
Расовий склад населення:
| - 84,2 % — білих - 11,7 % — азіатів - 2,4 % — чорних або афроамериканців |

До двох чи більше рас належало 1,1 %. Частка іспаномовних становила 4,1 % від усіх жителів.
За віковим діапазоном населення розподілялося таким чином: 27,0 % — особи молодші 18 років, 60,3 % — особи у віці 18—64 років, 12,7 % — особи у віці 65 років та старші. Медіана віку мешканця становила 42,8 року. На 100 осіб жіночої статі у переписній місцевості припадало 95,3 чоловіків;  на 100 жінок у віці від 18 років та старших — 92,3 чоловіків також старших 18 років.
Середній дохід на одне домашнє господарство  становив 162 450 доларів США (медіана — 125 256), а середній дохід на одну сім'ю — 168 586 доларів (медіана — 139 315). Медіана доходів становила 107 645 доларів для чоловіків та 71 276 доларів для жінок. За межею бідності перебувало 0,8 % осіб, у тому числі 0,0 % дітей у віці до 18 років та 2,5 % осіб у віці 65 років та старших.
Цивільне працевлаштоване населення становило 5572 особи. Основні галузі зайнятості: освіта, охорона здоров'я та соціальна допомога — 22,6 %, фінанси, страхування та нерухомість — 16,3 %, роздрібна торгівля — 16,0 %.